# Deportivo Aragón
El Deportivo Aragón és l'equip filial del Real Zaragoza. L'equip milita actualment a la Tercera Divisió.

## Història
El club es va fundar l'any 1962 amb el nom de Club Deportivo Aragón. El 1966 va subscriure un acord de filiació amb el Real Zaragoza Club Deportivo i l'equip va passar a anomenar-se Aragón Club de Fútbol en un primer moment, i Deportivo Aragón a partir de 1970. L'any 1991 la nova Ley del Deporte 10/1990 va provocar la dissolució com a club del Deportivo Aragón, i la seva integració dins de l'estructura del Real Zaragoza, anomenant-se Real Zaragoza Club Deportivo "B". El 1992, amb la conversió del club a Societat Anònima Esportiva, el filial saragossà va adoptar el nom actual.

## Uniforme
- Primera equipació: Samarreta blanca, pantaló blau i mitges blanques.
- Segona equipació: Samarreta groga i negra a ratlles verticals, pantaló negre i mitges grogues.

## Estadi
El Zaragoza B juga els seus partits com a local a la Ciudad Deportiva del Real Zaragoza, inaugurada l'any 1974 i situada a les proximitats de Cuarte de Huerva, al sud de Saragossa.. El camp principal, de gespa natural, té una capacitat aproximada per a 2.500 espectadors. Ocasionalment, l'equip pot disputar alguns partits puntuals a l'Estadi de La Romareda.

## Dades del club
- Temporades a Primera Divisió: 0
- Temporades a Segona Divisió A: 1
- Temporades a Segona Divisió B: 21 (comptant la 2011-12)
- Temporades a Tercera Divisió: 20

- Millor posició a la lliga: 19è (Segona Divisió A, temporada 1985-86)
- Pitjor posició en categoria nacional: 18è (Tercera Divisió, temporada 1971-72)

## Palmarès
- 3 Campionats de Tercera Divisió (Temporades 1982-83, 1995-96 i 2006-07)